# Ánir
Ánir (Åerne en danois) est un village des îles Féroé.
Le village a été fondé en 1840 car la croissance de la population de l'archipel réclamait l'aménagement de nouvelles terres.

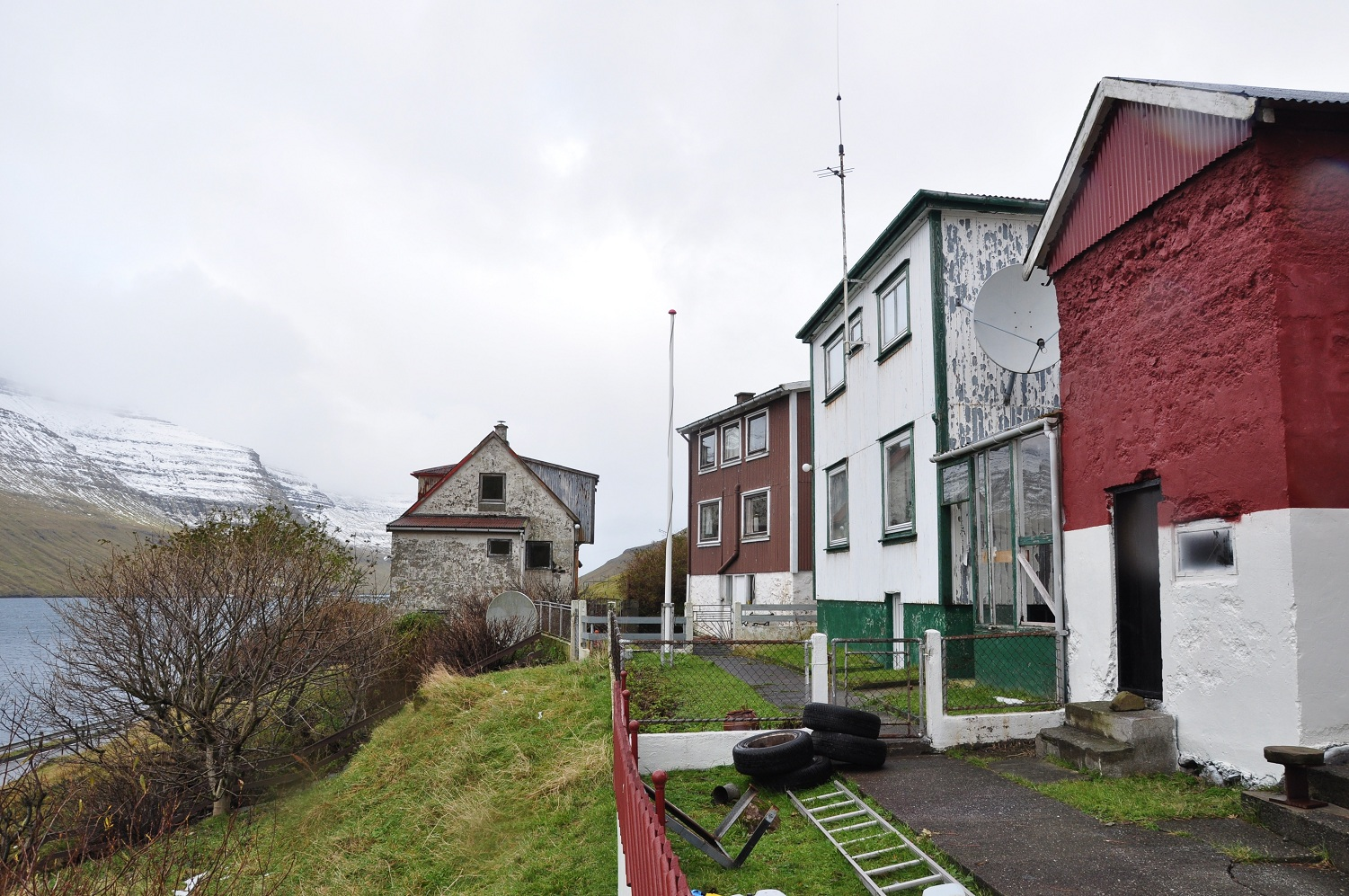
Ánir